# Мендельсоновский хор

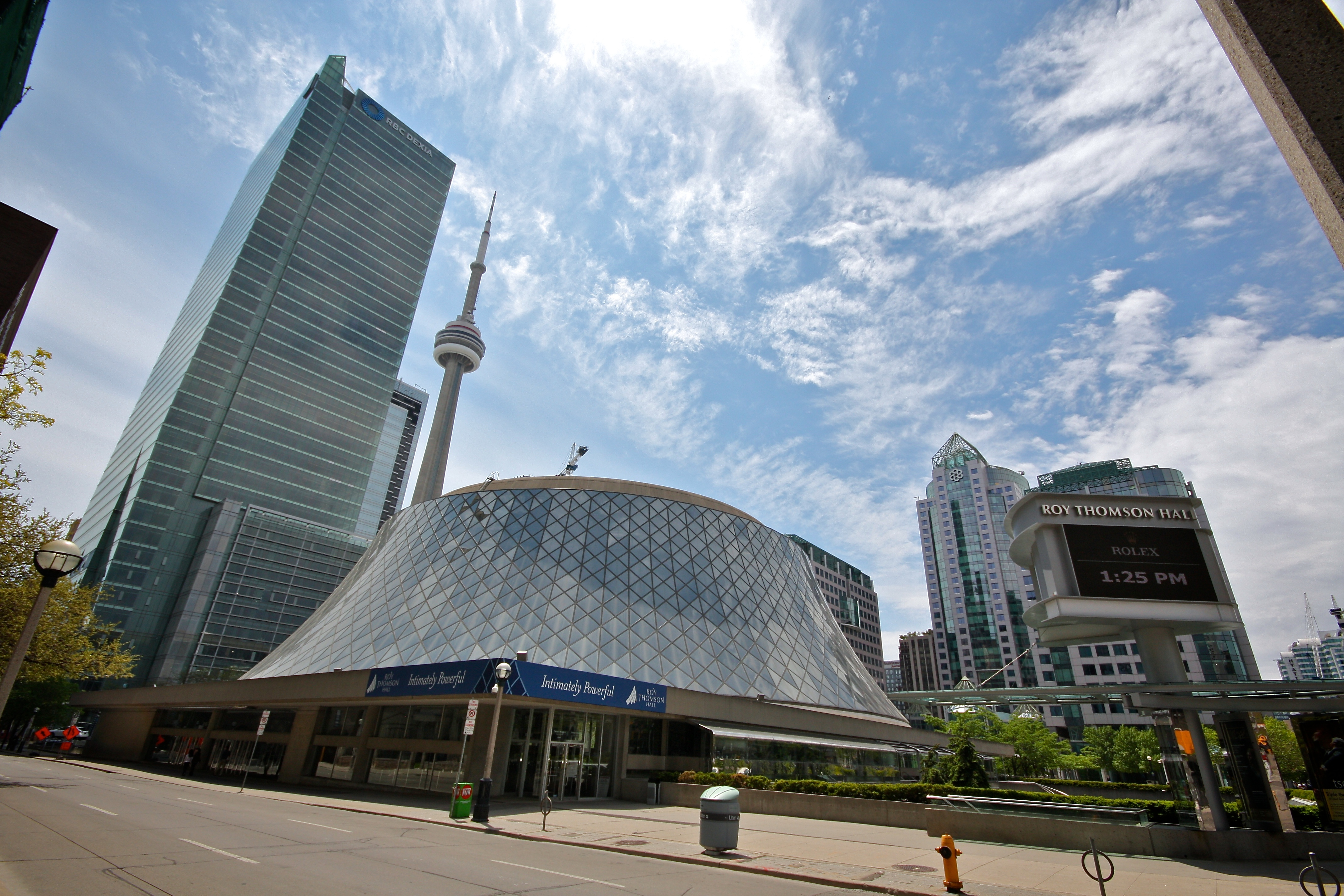
Рой-Томсон-Холл, основная площадка Мендельсоновского хора и Торонтского симфонического оркестра

Торонтский Мендельсоновский хор (англ. Toronto Mendelssohn Choir) — канадский академический хор, основная площадка выступлений которого расположена в Торонто.

## История
Хор основан в 1894 году Огастесом Стефеном Вогтом как дочерняя труппа хора баптистской церкви, который он возглавлял. Первый концерт нового хора состоялся в январе 1895 года. После трёх лет выступлений хор был временно распущен и снова собран в 1900 году, когда в его состав уже входило 200 человек.
В 1902 году хор дал первый совместный концерт с симфоническим оркестром, которым стал оркестр Питсбурга. В 1907 году хор уже выступает в Карнеги-холле. С 1917 по 1942 год хор возглавляет Герберт Остин Фрикер, после которого дирижёром становится Эрнест Макмиллан, объединивший его с хором Торонтской консерватории. Макмиллан, остававшийся дирижёром хора до 1957 года, ввел в традицию ежегодное исполнение хором оратории Генделя «Мессия» на Рождество и баховских «Страстей по Матфею» на Пасху.
Последующие руководители хора:
- Фредерик Сильвестер (1957—1960)
- Вальтер Зюскинд (1960—1963)
- Элмер Айслер (1963—1997)
- Ноэль Эдисон (1997—2018)
- Жан-Себастьен Валле (с 2021)

В 1972 году хор совершает первое европейское турне, включавшее выступления на Эдинбургском фестивале, а также в Лондоне, Париже и Люцерне. Ещё два европейских турне состоялись в 1980 и 2003 годах. В 1977 году был сформирован Молодёжный Мендельсоновский хор, а в 2002 году в рамках хора была собрана труппа Mendelssohn Singers на 60 голосов для выступлений в камерных залах.
Мендельсоновский хор сотрудничает со звукозаписывающими фирмами Naxos и EMI. Запись «Мессии» 1986 года в сотрудничестве с Торонтским симфоническим оркестром получила премию «Джуно», а в 1995 году хор получил премию лейтенант-губернатора Онтарио в области искусств. В 1993 году хор был привлечен для записи музыки к оскароносному фильму «Список Шиндлера».